# Ife
Ife este un oraș din Nigeria,în partea de sud-vest, provincia Oyo. În secolul al XI-lea a fost un regat puternic, considerat de populația Yoruba locul de naștere al omenirii. În secolul XIII, meșteșugarii orașului au început să producă capete din bronz și statuete de teracotă.În secolul XV, Ife a pierdut influența exercitată asupra populației Yoruba, pentru că Vechiul Oyo( capitala provinciei) a devenit centrul unor regate mai puterncie din punct de vedere al politicii. Alafin Awole a încercat să obțină sclavi din regiunea Ife. Acesta a inițiat în 1793 un război prin care a distrus Imperiul Oyo. Chiar dacă orașul Ife a reușit să scape, a fost slăbit în anii 1820, datorită luptelor interne pentru controlul comerțului cu sclavi cu Owu, la sud-vest.